# SSSS.DYNAZENON
《SSSS.DYNAZENON》(다이나제논)은 트리거가 제작한 일본의 애니메이션이다.